# Hoplobatrachus occipitalis
Hoplobatrachus occipitalis és una espècie de granota que es troba a Algèria, Angola, Benín, Burkina Faso, Burundi, Camerun, República Centreafricana, el Txad, República del Congo, República Democràtica del Congo, Costa d'Ivori, Guinea Equatorial, Etiòpia, el Gabon, Gàmbia, Ghana, Guinea, Guinea Bissau, Kenya, Libèria, Líbia, Mali, Mauritània, el Marroc, Níger, Nigèria, Ruanda, Senegal, Sierra Leona, el Sudan, Tanzània, Togo, Uganda, Sàhara Occidental i Zàmbia.
Està amenaçada d'extinció per la pèrdua del seu hàbitat natural.